# Frédéric Mériot
 (décembre 2023).
L'article doit être relu — et modifié si nécessaire — par des contributeurs indépendants pour apporter un regard critique aux contributions effectuées en violation des conditions d'utilisation de Wikipédia, tant sur la forme (notamment concernant le style encyclopédique, la proportionnalité) que sur le fond (la neutralité de point de vue, la qualité et l'indépendance des sources).
Frédéric Mériot, né à Toulouse le 28 janvier 1964, est un dirigeant français d’entreprises, éditeur et administrateur de diverses sociétés et organismes interprofessionnels notamment dans l’édition. 

## Biographie

### Origines
Fils d’un médecin de famille et d’une assistante sociale, originaire de Sémalens (Tarn), Frédéric Mériot est diplômé de HEC Paris en 1986, après ses études secondaires à Castres puis au lycée Pierre-de-Fermat à Toulouse.[réf. nécessaire]

### Vie professionnelle
Il commence sa carrière comme consultant en stratégie chez Bain & Company en 1986, d’abord à Londres, puis à Munich et Paris. Il rejoint ensuite Talisman Advisors France (1992-1994), devenu Monitor France, en tant que chargé d’affaires puis directeur.[réf. nécessaire]

#### Secteur pharmaceutique
En 1994, il est nommé directeur général adjoint, chargé de la stratégie et du développement, du groupe pharmaceutique et dermo-cosmétique familial Expanscience, où il entre au directoire à partir de 1996. Il en est toujours, depuis 2005, administrateur indépendant. 

#### Édition et imprimerie
Frédéric Mériot entre chez Hachette Livre en 1999 au poste de directeur du développement, membre du comité exécutif, jusqu’en 2007. À ce poste il participe notamment à la définition et à la réalisation de la stratégie de croissance internationale du groupe Hachette Livre qui s’est alors déployée par acquisitions en Europe (Royaume-Uni, Espagne, Pologne) puis aux États-Unis et en Chine.
CPI (leader européen de la fabrication de livres) le nomme directeur général et administrateur de ses activités Europe du Sud en 2007 et directeur général de CPI France, où il reste jusqu’en 2010.
De retour dans l’édition, Frédéric Mériot est directeur de mission à la direction des opérations d’Editis à partir de 2011.
En avril 2014, il devient directeur général des Presses universitaires de France (PUF) au moment de l’entrée majoritaire à leur capital du groupe français de réassurance Scor,. 
À la suite de la fusion entre les éditions Belin et les PUF pour créer le nouveau groupe Humensis, il est nommé directeur général délégué fin 2016 puis directeur général du groupe Humensis le 1er janvier 2018,, dont il est aussi directeur de la publication. À ce titre, il est directeur de la publication des périodiques L'Avant-scène opéra, Pour la science, Cerveau&Psycho, Pour l’Eco (2018), et, depuis leur rachat en 2019, de Classica et de Pianiste. Il est également gérant de la société Premières Loges depuis 2018 en tant que filiale de Humensis.
Il est par ailleurs membre du conseil d’administration de la société belge Cairn SA, opératrice de cairn.info, portail d’information de ressources universitaires de sciences humaines, ainsi que de la société américaine ODB (On Demand Books LLC), opératrice de la chaîne américaine de librairies Shakespeare & Co.
En novembre 2021, il est élu président de l’Association nationale pour la formation et le perfectionnement professionnels dans les métiers de l’édition (l'Asfored), association interprofessionnelle créée en 1972 à l’initiative du Syndicat national de l'édition qui pilote l’organisme de formation supérieure référent dans son secteur notamment sous les marques Asfored (formations initiales diplômantes) et Edinovo (formation professionnelle continue). Il organise en 2022 le rapprochement de ces activités avec l’École de Condé du groupe français de formation supérieure AD Education.
Après en avoir été membre depuis 2019, il est élu en juin 2022 président du conseil de surveillance de la SCELF, la société de perception et de répartition des droits d’auteurs issus des adaptations audio-visuelles et théâtrales des œuvres publiées, ainsi que la promotion de l’adaptation littéraire sous toutes ses formes.
Après avoir été reconduit comme mandataire social d'Humensis, il quitte la direction générale d'Humensis fin décembre 2022,, la gouvernance d’Humensis étant transformée en société à conseil de surveillance avec un directoire de trois personnes qui assume, à partir du 1er janvier 2023, une direction collégiale.

#### Juge consulaire au Tribunal de commerce de Paris
Il est élu à l'unanimité juge consulaire au Tribunal de commerce de Paris en novembre 2022, sa judicature de magistrat démarrant avec sa prestation de serment en janvier 2023. Il est depuis juge au contentieux, à la 9e chambre (« fonds de commerce ») du Tribunal de commerce de Paris.